# Brotterode-Trusetal
Brotterode-Trusetal is een stad in de Landkreis Schmalkalden-Meiningen in de Duitse deelstaat Thüringen.

## Geografie

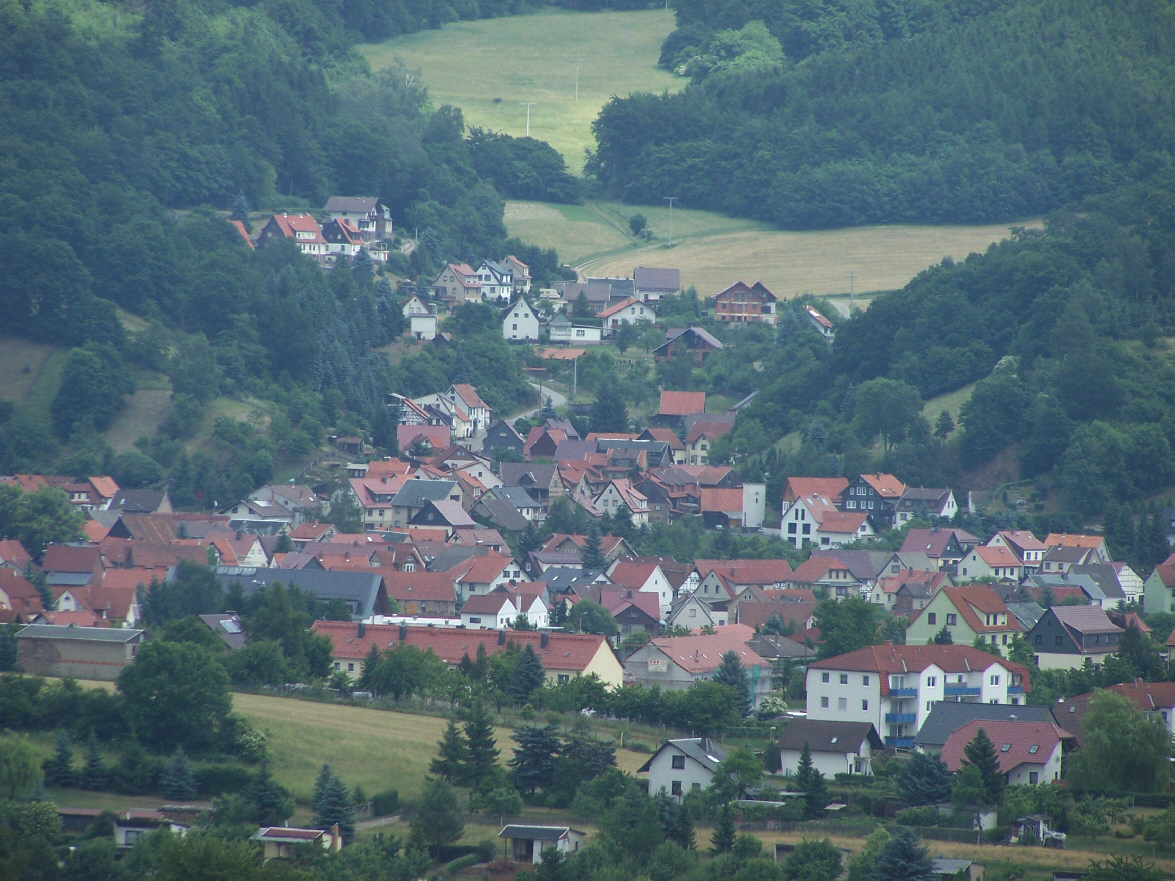
Het Ortsteil Trusetal

Brotterode-Trusetal ligt in het noorden van de Landkreis Schmalkalden-Meiningen in het Thüringer Wald aan de bovenloop van de Truse. In het noorden is de grens van de stad tegelijkertijd grens van de Landkreis Schmalkalden-Meiningen met Landkreis Gotha, in het oosten grenst de gemeente Floh-Seligenthal aan het stadsgebied, in het zuiden de gemeenten Fambach en Breitungen/Werra. In het westen zijn de grenzen van de stad tegelijkertijd grens van de Landkreis Schmalkalden-Meiningen met de Wartburgkreis.
De Rennsteig markeert de noordelijke mark van Brotterode. In haar verloop raakt ze de Beerberggrot, die zich aan de westzijde van de Beerbergstein bevindt.

## Geschiedenis
De gemeente Trusetal ontstond op 1 juli 1950 door de fusie van de Ortsteilen Herges-Auwallenburg, Trusen, Elmenthal en Laudenbach. Het Ortsteil Wahles werd in 1994 opgenomen.
Op 1 december 2011 werd de stad Brotterode in de gemeente Trusetal opgenomen. De burgemeesters van de beide deelnemende gemeenten ondertekenden op 22 december 2010 het verdrag die de hernoeming in Brotterode-Trusetal en de verlening van het stadsrecht op 1 december 2011 voorzag. Basis was de Thüringer wet tot vrijwillige herindeling van tot kreisbehorende gemeenten in het jaar 2011, welke door de Thüringer Landtag op 16 november 2011 in werking trad.
Aschenhausen ·
Belrieth ·
Birx ·
Breitungen/Werra ·
Brotterode-Trusetal ·
Christes ·
Dillstädt ·
Einhausen ·
Ellingshausen ·
Erbenhausen ·
Fambach ·
Floh-Seligenthal ·
Frankenheim/Rhön ·
Friedelshausen ·
Grabfeld ·
Kaltensundheim ·
Kaltenwestheim ·
Kühndorf ·
Leutersdorf ·
Mehmels ·
Meiningen ·
Melpers ·
Neubrunn ·
Oberhof ·
Oberkatz ·
Obermaßfeld-Grimmenthal ·
Oberweid ·
Rhönblick ·
Rippershausen ·
Ritschenhausen ·
Rohr ·
Rosa ·
Roßdorf ·
Schmalkalden ·
Schwallungen ·
Schwarza ·
Steinbach-Hallenberg ·
Stepfershausen ·
Sülzfeld ·
Untermaßfeld ·
Unterweid ·
Utendorf ·
Vachdorf ·
Wasungen ·
Zella-Mehlis

Verwaltungsgemeinschaften: Dolmar-Salzbrücke · Hohe Rhön · Wasungen-Amt Sand